# Leistruper Wald

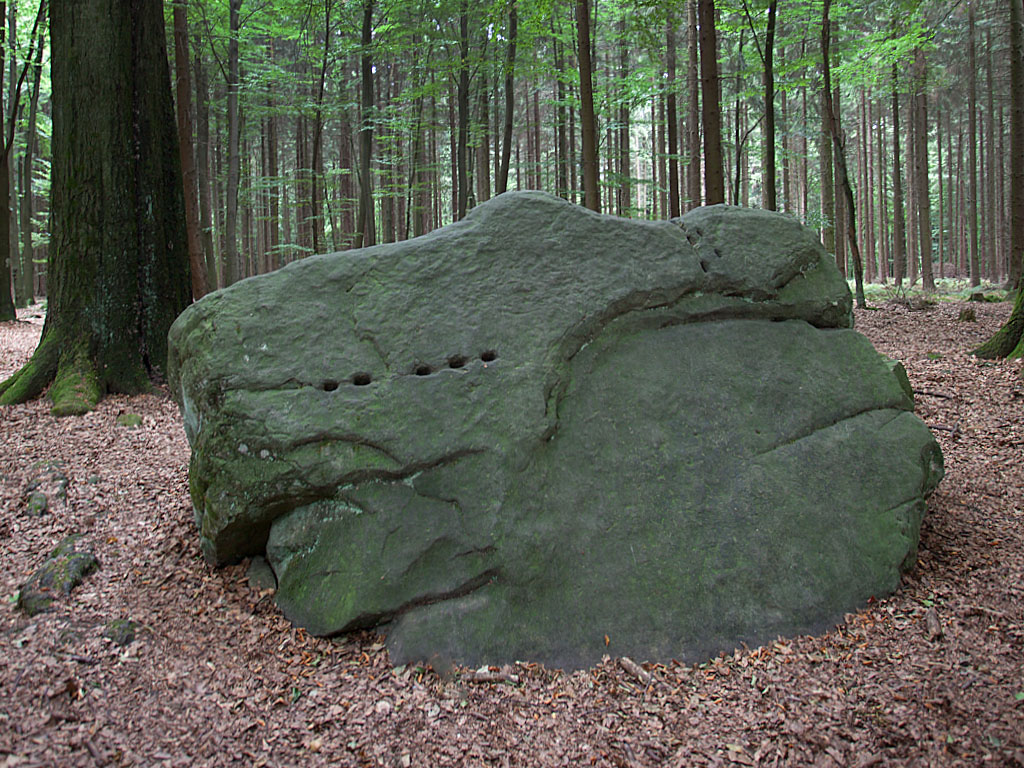
Großer Opferstein im Leistruper Wald

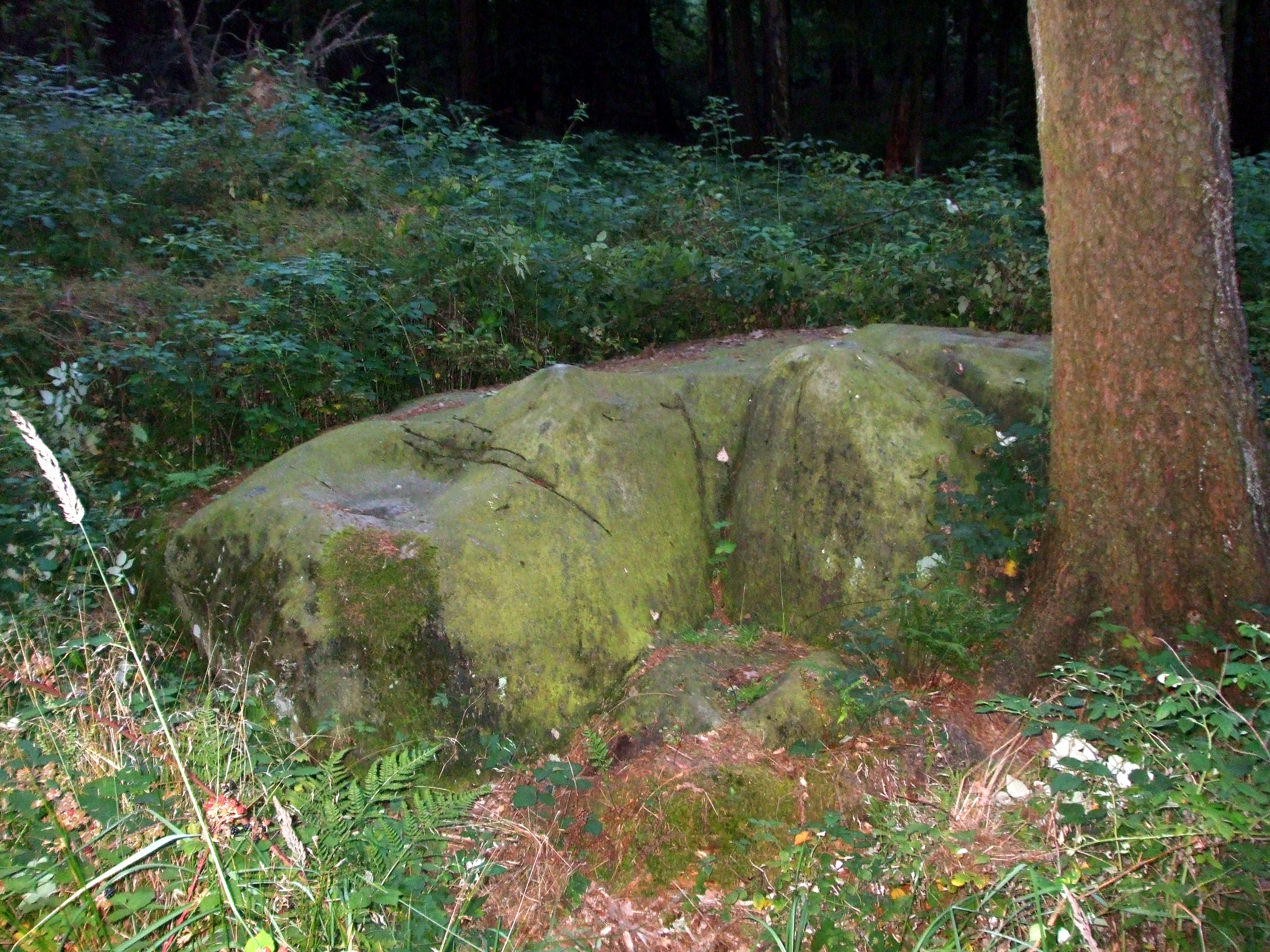
Opferstein im Leistruper Wald

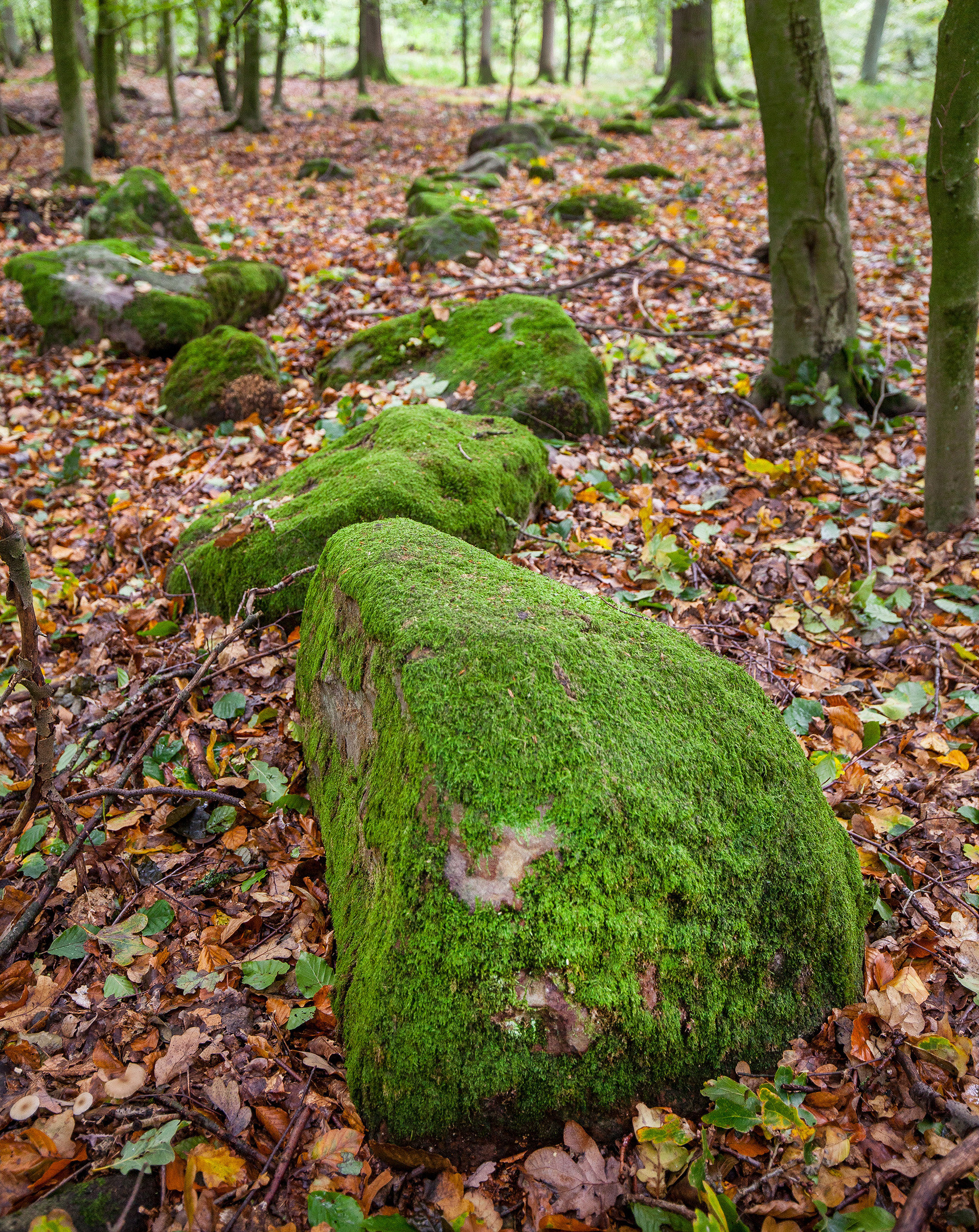
Teilansicht einer hufeisenförmigen Steinsetzung

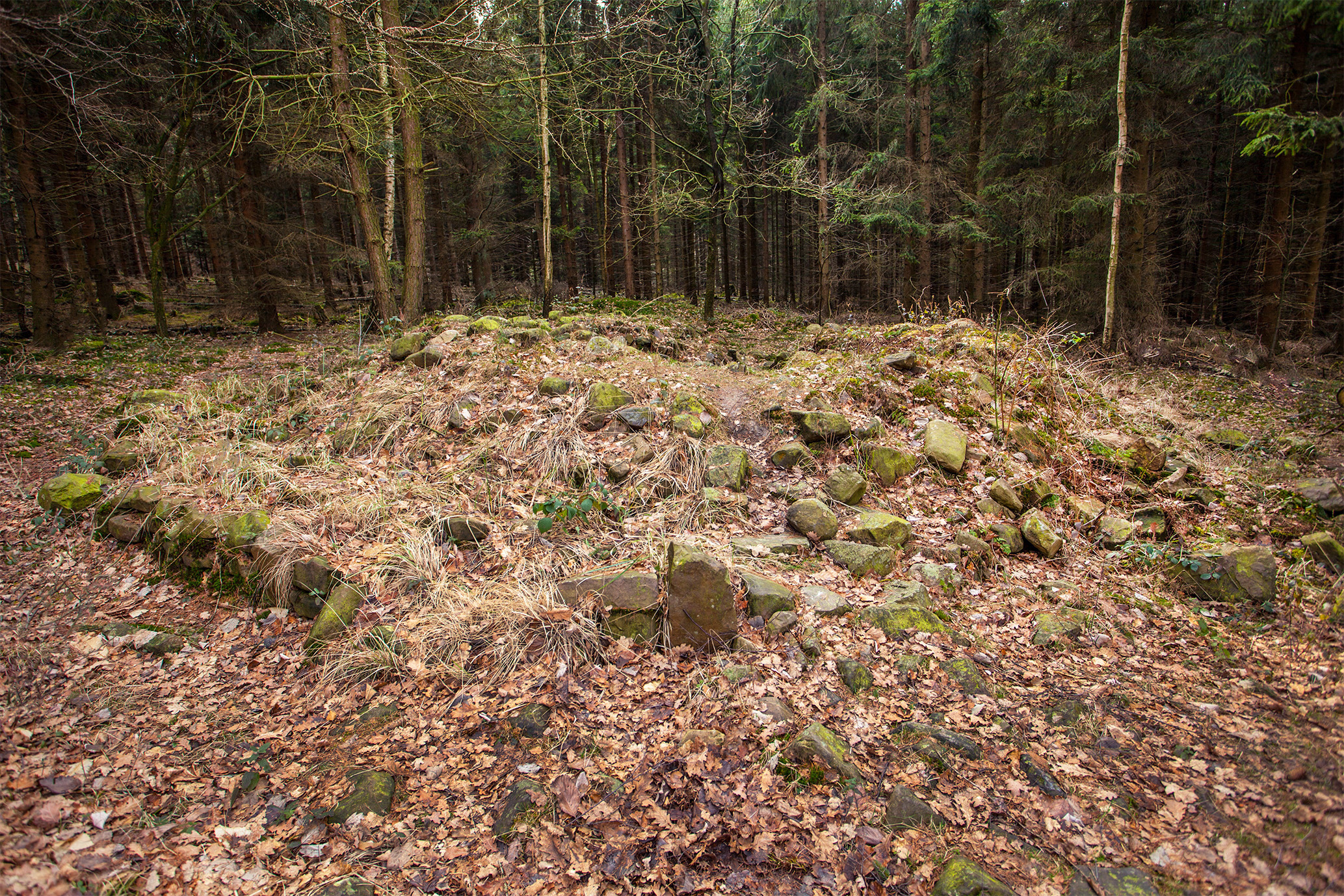
Steinhügelgrab im Leistruper Wald

Der Leistruper Wald gehört zum Naturpark Eggegebirge und südlicher Teutoburger Wald. Er liegt etwa 4 km östlich der Detmolder Kernstadt im Ortsteil Diestelbruch und weist eine Größe von rund 3,75 km² auf. Der Name stammt vom benachbarten Gut Leistrup, das erstmals 1390 urkundlich erwähnt wurde.
Der Untergrund des Leistruper Waldes wird aus hellgrauem Sandstein und schwarzgrauem Ton gebildet, der im Trias vor rund 200 Millionen Jahren entstand. Die mächtigen Sandbänke sind bis zu 2 m dick, so dass Lesesteine von mehreren Quadratmetern Größe anzutreffen sind. Die wasserstauende Eigenschaft der Tonschicht sorgt für Quellen, Tümpel und kleine Sumpfgebiete. Im Leistruper Wald entspringen die Wörbke und die Wedasch, beides rechte Nebenflüsse der Werre. Der Baumbestand setzt sich überwiegend aus Rotbuchen, Roterlen und Traubeneichen zusammen.
An verschiedenen Stellen des Leistruper Waldes sind auffällige, in Reihe angeordnete, sowie Kreis- und Hufeisenförmige Steinsetzungen zu finden, deren Deutung und Datierung wissenschaftlich umstritten ist. Neben kultischen Deutungen, die in den 1920/30er Jahren aufkamen wird auch für möglich gehalten, dass diese Steinsetzungen während der Nutzung des Gebietes als Hudewald angelegt wurden, um forstliche Gartenanlagen und Schonungen vor dem weidenden Vieh zu schützen. Erst 1850 wurde der Leistruper Wald infolge des Hude-Ablösegesetzes für Viehherden gesperrt. Durch Steinentnahme für den Hausbau und andere Zwecke sind viele der Steinreihungen bereits stark gestört. An zwei Standorten befinden sich außerdem größere Gesteinsblöcke, die im Volksmund Opferstein genannt werden. Eine Deutung dieser Opfersteine als altgermanische Kultstätte ist wissenschaftlich jedoch ebenfalls umstritten.
An einem 2 km langen Waldlehrpfad im westlichen Bereich des Leistruper Waldes wurde vom Lippischen Landesmuseum 1979 ein Steinhügelgrab untersucht. Die rund 3.500 Jahre alte Grabstätte wurde im  19. Jahrhundert durch Steinentnahmen für den Wegebau stark zerstört. Trotzdem konnte das Grab restauriert werden. Es weist einen Durchmesser von 8 bis 8,5 m auf und der Kernhügel ist von einem 30 cm starken Mantel aus hellem Lehm bedeckt. Eine kreisförmige Trockenmauer aus Sandsteinen wird in regelmäßigen Abständen von senkrecht angeordneten Sandsteinquadern unterbrochen. In der Grabkammer wurde eine Bronzefibel gefunden, die es ermöglichte, das Alter der Grabstätte zu ermitteln. Weitere Grabstätten wurden außerhalb des Hügels gefunden. Es handelt sich hierbei um 14 schmale, mannhohe Gruben, die offenbar für Nachbestattungen ausgehoben wurden.